# Abbie Ward
Pour les articles homonymes, voir Ward.
Pas d'image ? Cliquez ici

a Compétitions nationales et continentales officielles uniquement.

b Matchs officiels uniquement.
Abbie Ward, née Abbie Scott le 27 mars 1993 à Dumfries (Écosse), est une joueuse internationale anglaise d'origine écossaise de rugby à XV évoluant aux postes de deuxième ligne ou troisième ligne centre. Elle joue pour les Bristol Bears.
Elle est mariée à Dave Ward (en), ancien joueur professionnel de rugby à XV, devenu ensuite entraineur.

## Biographie
Abbie Ward naît le 27 mars 1993 à Dumfries en Écosse mais grandit à Keswick dans le comté de Cumbria, en Angleterre. Elle commence le rugby à XV à 10 ans en scolaire, au sein de la Keswick School. Elle joue d'abord au Darlington Mowden Park RFC (en), et en 2015 elle connait sa première sélection en équipe d'Angleterre face à l'Italie.
En 2017, elle rejoint les Harlequins et joue la finale de la Coupe du monde. Elle gagne un titre national en 2021 et signe ensuite aux Bristol Bears, dont son mari, Dave Ward (en), vient d'être nommé entraineur.
Elle est retenue en septembre 2022 pour disputer la Coupe du monde en Nouvelle-Zélande.
Elle ne dispute pas la saison 2022-2023 avec son club pour cause de grossesse. Moins d'un an après la naissance de sa fille au printemps 2023, elle est convoquée en équipe d'Angleterre pour préparer le Six Nations 2024.
En juillet 2025, elle est sélectionnée pour la Coupe du monde en Angleterre.

## Palmarès

### En club
- Vainqueur du Championnat d'Angleterre en 2021.

### En équipe nationale
- Vainqueur du Tournoi des Six Nations en 2017, 2019, 2020, 2021, 2022, 2024 et 2025.
- Finaliste de la Coupe du monde en 2017 et 2021.
- Vainqueur du WXV en 2024.